# Abida (Gattung)

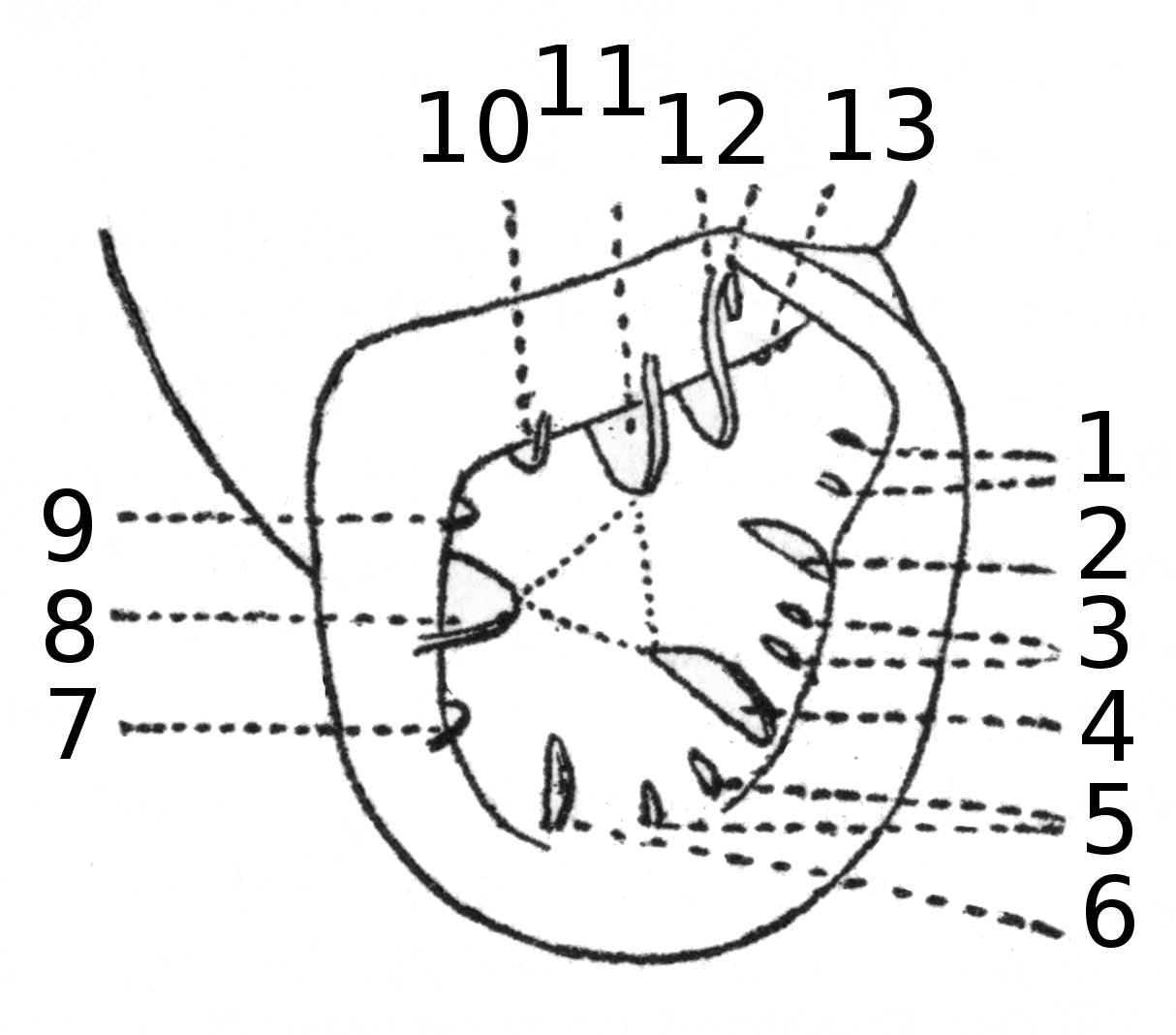
"Zähne der Mündung": 1–6 Falten oder Plicae: 1 = suprapalatal (Suprapalatalis), 2 = obere palatale Falte (Palatalis superior), 3 = interpalatal (Interpalatalis), 4 = untere palatale Falte (Palatalis inferior), 5 = infrapalatal (Infrapalatalis), 6 = basal (Basalis); 7–9 Lamellen: 7= infracolumellar (Infracolumellaris), 8 = columellar (Columellaris), 9 = supracolumellar (Supracolumellaris); 10–13 Lamellen: 10 = infraparietal (Infraparietalis), 11 = parietal (Parietalis), 12 = angular (Angularis) und subangular (Subangularis), 13 = parallel (oder Spiralis)

Abida ist eine Gattung der Kornschnecken (Chondrinidae) aus der Unterordnung der Landlungenschnecken (Stylommatophora).

## Merkmale
Die konisch-zylindrischen Gehäuse sind 5 bis 15 mm hoch und 2 bis 4,5 mm breit. Sie haben 8 bis 9,5 wenig gewölbte Windungen. Die Schale ist mäßig dünn und gelblich bis braun gefärbt, gelegentlich auch grau getönt. Die embryonalen Windungen sind fein granuliert, die postembryonal gebildeten Windungen weisen feine radiale Runzeln oder Rippchen auf. Die Mündung ist rundlich oder eiförmig. Der Mündungsrand ist umgebogen und leicht verdickt. Die Mündungsbewehrung besteht gewöhnlich aus einem angularen Tuberkel, einer langen parietalen Falte, einer tief liegenden subparietalen Falte, meist zwei Spindellamellen, die obere columellare Lamelle ist meist deutlich länger als die untere columellare Lamelle. Basale Zähne fehlen oder sind nur schwach entwickelt. Der palatale Rand weist drei bis vier lange Falten auf.
Im männlichen Teil des Geschlechtstraktes ist der Penis mäßig lang und besitzt innen spiralig angeordnete Falten. Ein Blindsack (Caecum) fehlt oder ist nur rudimentär ausgebildet. Im letzteren Fall erreicht der Blindsack höchstens ein Siebtel der Penislänge. Der wenig gewundene Samenleiter liegt dem Eileiter und der Vagina dicht an. Er erweitert sich zu einem Epiphallus, der in etwa dieselbe Länge hat wie der Penis. Der Übergang ist allmählich und äußerlich nicht deutlich auszumachen. Der Epiphallus hat intern zickzack-förmige Längsfalten. Der Penisretraktormuskel teilt sich in zwei Stränge auf, der eine Strang setzt proximal am Epiphallus an, der andere Strang unterhalb der Mitte des Penis an.
Im weiblichen Genitaltrakt sind freier Eileiter und Vagina etwa gleich lang. Der Stiel der Spermathek geht allmählich in die längliche Spermathek über. Sie ist nicht in die Prostata oder Albumindrüse eingebettet.

## Geographische Verbreitung
Die Arten der Gattung Abida kommen in Mittel- und Südeuropa vor.

## Taxonomie
Das Taxon wurde 1831 von William Turton ursprünglich in der Synonymie von Vertigo aufgestellt. Dies ist nach den Internationalen Regeln für die Zoologische Nomenklatur ein gültiger Vorschlag. Derzeit werden der Gattung Abida folgende Arten zugewiesen:
- Abida ateni Gittenberger, 1973
- Abida attenuata (Fagot, 1886)
- Abida bigerrensis (Moquin-Tandon, 1856)
- Abida cylindrica (Michaud, 1829)
- Abida elegantissima Gittenberger, 1973[5]
- Abida escudiei Geniez & Bertrand, 2001
- Abida gittenbergeri Bößneck, 2000
- Abida occidentalis (Fagot 1888)
- Abida partioti (de Saint-Simon, 1848)
- Abida polyodon (Draparnaud, 1801)
- Abida pyrenaearia (Michaud, 1831)
- Roggenkornschnecke (Abida secale (Draparnaud 1801))
- Abida vasconica (Kobelt, 1882)
- Abida vergniesiana (Küster, 1847)

## Belege